# Coillina baka
Coillina baka là một chi đơn loài nhện trong họ Gnaphosidae. Chúng được C. M. Yin & X. J. Peng mô tả đầu tiên năm 1998, và chỉ tìm thấy ở Trung Quốc.